# David Abel Russell
David Abel Russell (* 1780 in Petersburg, New York; † 24. November 1861 in Salem, New York) war ein US-amerikanischer Jurist und Politiker. Zwischen 1835 und 1841 vertrat er den Bundesstaat New York im US-Repräsentantenhaus.

## Werdegang
David Abel Russell wurde während des Unabhängigkeitskrieges in Petersburg geboren. Er schloss seine Vorstudien ab. Dann studierte er Jura. Nach dem Erhalt seiner Zulassung als Anwalt begann er in Salem zu praktizieren. Er wurde 1807 zum Friedensrichter ernannt und erhielt 1809 seine Zulassung als Counselor. 1813 war er Bezirksstaatsanwalt im nördlichen Gerichtsbezirk von New York. Er saß in den Jahren 1816, 1830 und 1833 in der New York State Assembly.
Politisch gehörte er zu jener Zeit der Anti-Jacksonian-Fraktion an. Bei den Kongresswahlen des Jahres 1834 für den 24. Kongress wurde Russell im zwölften Wahlbezirk von New York in das US-Repräsentantenhaus in Washington, D.C. gewählt, wo er nach dem 4. März 1835 die Nachfolge von Henry C. Martindale antrat. Er schloss sich der Whig Party an. Im Jahr 1836 kandidierte er erfolgreich für den 25. Kongress. Er wurde noch einmal wiedergewählt und schied dann nach dem 3. März 1841 aus dem Kongress aus. Als Kongressabgeordneter hatte er den Vorsitz über das Committee on Claims (26. Kongress).
Er verstarb am 24. November 1861 in Salem und wurde dann auf dem Evergreen Cemetery beigesetzt. Wenige Monate zuvor war der Bürgerkrieg ausgebrochen.